# 松田愛里
松田 愛里（まつだ あいり、1994年〈平成6年〉10月16日 - ）は舞夢プロ所属のフリーアナウンサー。
2017年から西日本放送のアナウンサーを4年間務め、その後、TBSスパークル・キャスター室所属のフリーアナウンサーとして活動し、2022年から西日本放送に復帰。2025年より舞夢プロ所属のフリーアナウンサーとして活動。

## 来歴・人物
大阪府岸和田市出身。
てんびん座のA型で右利きである。
家族構成は両親と弟二人。小学校の時にはランドセルを忘れて学校に行ったことがあるというエピソードを語っている。
好きな色は紫と黄緑色。
成城大学経済学部卒業。
在学中はテニスをしており、テニス部・テニスサークルに所属していた。普通自動車免許を所持している。
2017年4月、西日本放送に入社。同期は石井奏美と村上昂輝（現サンテレビアナウンサー）。石井も成城大学だが法学部なので、在学中に交流はなかった。
2018年7月、入社2年目で 夕方のニュース番組RNC news every.のメインキャスターに就任。
ちょうどこの時期に西日本豪雨が発生し、浸水被害を受けた倉敷市真備町で被害状況の中継レポートを担当した。
RNC news every.の視聴率は、岡山・香川エリアで 他局を引き離し首位を誇る。
2018年10月、西日本放送開局65周年記念イベント「カケハシル2018」にて、新聞紙で橋の模型を早く組み立てるというギネス記録をかけたチーム対抗戦があり、RNCアナウンサーチームが優勝。ギネス記録をもつアナウンサーの一人となった。
2年9ヶ月にわたってRNC news every.のキャスターを担当しつつも、日本テレビ系「24時間テレビ-愛は地球を救う」やバラエティー番組「食リポビンゴ」、またラジオ番組や取材を精力的にこなし、ニュースキャスターとしての真面目な一面とイベントを盛り上げる明るいキャラクターで、岡山・香川の番組視聴者に癒しを与え、その心のより所となっていった。
また四国新聞の「アナめし」「アナスイーツ」企画にはRNCの女性アナウンサーとして参加しており、柔和な表情と若々しいファッションセンスが注目されている。
RNCのCMでは始めたばかりのギターの腕前を披露し、カラオケではaikoをよく歌うと語っている。他局のアナウンサーとともにガス展のイベントで料理対決コーナーに参加し、OHKの今川アナとペアを組んでかろうじて勝利を収めている。
ヘアスタイルには独自のこだわりがあり、入社当初のセミロングからミディアム・ショートに至るまで様々なバリエーションで出演している。
身長169cmに達する見栄えのよいスタイルはカメラ写りがよく、イベントステージでも目立つ存在だった。
その一方で、ニュース報道に対する姿勢は真面目であり、2020年2月には半年間の受講による防災士の資格を取得している。地道な努力によって培われたその知識と経験は、2020年6月から放送された「every.みんなの防災」にも反映されており、西日本豪雨を経験した岡山・香川の視聴者に対する貴重な啓発活動の役割を果たす内容になっている。
2021年3月、西日本放送を退社。
2021年4月、TBSスパークルキャスター室に所属するフリーアナウンサーとして活動を開始する。
2021年5月より、TBS『Nスタ』の特集リポーターを担当。その他、CMやITトレンドEXPOのMCなどを務める。
2022年1月、TBSスパークルキャスター室を退職し、結婚を機に香川に移住。同年2月から西日本放送のアナウンサーに復帰した。

## TBSの出演番組
- TBS『Nスタ』特集「コロナ禍で急増する?!仏女」(2021年5月20日放送)
- TBS『Nスタ』特集「コロナ禍でも安心！？大自然の中でフィットネス」(2021年6月24日放送)
- TBS『Nスタ』特集「コロナ禍でハマる女性が急増！釣りの魅力」(2021年7月8日放送)
- BS-TBS『サンデーニュース Bizスクエア』「富士山観光の新名所へ 絶叫する『絶景』タワー」(2021年7月18日放送)
- TBS『Nスタ』特集「ぬか漬け人気上昇！底知れぬ魅力に迫る」(2021年8月12日放送)
- TBS『Nスタ』特集「おうちで再現！純喫茶メニュー」(2021年9月9日放送)
- BS-TBS『Bizスクエア』「進化する植物肉 食感&食味も自由自在 驚きの新技術」(2021年10月16日放送)
- TBS『Nスタ』特集「"お菓子"で簡単！アレンジ料理!」(2021年10月18日放送)
- TBS『Nスタ』特集「"価格崩壊!？"超激安ショップ!」(2021年10月25日放送)

## CM・イベントMCの出演
- ケロッグ糖質オフグラノラ・CM出演 (2021年9月～12月)
- ITトレンドEXPO2021 MC担当(2021年11月9～12日開催)
- 人事総合カンファレンス MC担当(2021年12月9～10日開催)

## RNCの出演番組

### テレビ
- RNC news every. - メインキャスター
  - 全曜日担当（2018年7月2日 - 2021年3月26日）
  - 月 - 水曜担当（2022年4月4日 - ）
- 24時間テレビ「愛は地球を救う」 - ローカルパート メインＭＣ (2017年8月26-27日,2018年8月25-26日,2019年8月24-25日,2020年8月22-23日放送)
- 日本テレビ系列 4局共同特番「豪雨に負けない！〜西日本豪雨から１年〜」(2019年7月6日放送)
- グルメリアクションを予想せよ!食リポビンゴ!! (2018年3月17日放送)
- 岡山・香川新春知事対談2019 (2019年1月2日放送)
- グルメリアクションを予想せよ!食リポビンゴ!!2 (2019年3月23日放送)
- 坂出市政だより-令和元年度の取り組み (2019年6月23日放送)
- 坂出市政だより-令和元年度を振り返って (2019年12月22日放送)
- 戦火に消えたアスリート (ナレーション)(2020年3月15日放送)
- グルメリアクションを予想せよ!食リポビンゴ!!3 (2020年3月28日放送)
- 「岡山・香川 新型コロナウイルスから命を守ろうー岡山・香川8局合同緊急キャンペーン」(2020年4月28日放送)
- 坂出市政だより-令和2年度の取り組み (2020年6月21日放送)
- 坂出市政だより-令和2年度を振り返って (2020年12月放送)
- 2021岡山・香川両県知事に聞く (2021年1月2日放送)
- everyフライデー
  - ニュースコーナー担当（2018年7月5日 - 2021年3月26日）
  - MC（2022年3月4日 - ）
- What'sなにこれ!?
- アナろけ
- 日テレNews24
- RNCニューススポット

### ラジオ
- RNC TODAY
- 気ままにラジオ 雨の日晴れの日曇りの日 - ラジオカー
- ラジオスローリー
- ロマンシングリクエスト
- RNC ラジオ・チャリティミュージックソン